# Fabrizio Romondini
Fabrizio Romondini (Roma, 24 aprile 1977) è un allenatore di calcio ed ex calciatore italiano, di ruolo centrocampista.

## Carriera
Dopo aver debuttato giovanissimo in Serie A con la Roma nella stagione 1996-1997 giocando pochi minuti da subentrato contro il Napoli e il Perugia, collezionando anche qualche presenza nelle competizioni europee, è stato mandato poi in prestito all'Albacete per una stagione e alla Pistoiese.
Ha poi militato nelle serie minori con varie casacche (tra cui Padova, Venezia, Avellino) dal 2000 al 2009.
Dopo aver giocato in Serie B greca con la maglia dell'Olympiakos Volos, squadra allenata da Giuseppe Materazzi, è approdato alla Cisco Roma, squadra della Seconda Divisione. La stagione successiva rimane nella stessa compagine, che cambia nome in Atletico Roma e milita in Prima Divisione.
Nell'agosto del 2011 passa al Pergocrema, ma nel mercato invernale firma per il Barletta. Il 30 luglio 2012 sottoscrive un contratto annuale con l'opzione per il secondo, con la neopromossa Paganese, squadra militante in Lega Pro Prima Divisione.
Nell'agosto 2013 approda alla Viterbese Castrense, squadra di Eccellenza Lazio posseduta da Piero Camilli, per poi passare al Giada Maccarese società di Serie D, siglando subito due reti all'esordio.
Nel settembre 2014 passa al Pomezia. Nella stagione seguente si trasferisce al Colleferro, dopo 4 mesi viene ceduto al San Cesareo. Nell'estate del 2016, passa al Real Monterotondo Scalo in Eccellenza.
Ad ottobre 2017 viene ingaggiato dalla Vigor Acquapendente, in Promozione.
Per la stagione 2018-2019, si accasa al Montespaccato, in Eccellenza Laziale, sulla base di un progetto promosso dalla Regione Lazio, Tribunale di Roma e IPAB Asilo Savoia chiamato "Talento & Tenacia - Crescere nella Legalità" volto a dare continuità all’attività calcistica di oltre 600 ragazzi poiché la società romana è stata sequestrata alla criminalità organizzata nel giugno 2018. Per il Montespaccato si è occupato anche di supervisionare le squadre giovanili.
L‘anno seguente è tesserato dall’Unipomezia, in Eccellenza Lazio.

### Allenatore
Nell'estate 2020 viene ingaggiato dall'Atletico Terme Fiuggi, come vice di Beppe Incocciati. A fine stagione, dopo la mancata conferma di Giuseppe Incocciati, viene promosso alla guida della squadra per l'annata 2021-2022 classificandosi al settimo posto.
Il 29 novembre 2022 viene annunciato come nuovo allenatore del Tivoli, in Serie D, al posto dell'esonerato Francesco Colantoni. Al seguito della sconfitta contro il Cassino viene a sua volta esonerato il 19 gennaio 2023.
Nell'estate del 2023 si accorda con il Monterosi Tuscia, club laziale militante in Serie C. Il 28 settembre seguente, con la squadra penultima in classifica, viene sollevato dall'incarico ma viene richiamato l'11 dicembre dopo l'esonero di Roberto Taurino. Viene nuovamente esonerato il 5 febbraio 2024 con la squadra scivolata ora all'ultimo posto.

### Statistiche da allenatore
Statistiche aggiornate al 5 febbraio 2024.
| Stagione            | Squadra               | Campionato      | Campionato | Campionato | Campionato | Campionato | Coppe nazionali | Coppe nazionali | Coppe nazionali | Coppe nazionali | Coppe nazionali | Coppe continentali | Coppe continentali | Coppe continentali | Coppe continentali | Coppe continentali | Altre coppe | Altre coppe | Altre coppe | Altre coppe | Altre coppe | Totale | Totale | Totale | Totale | % Vittorie | Piazzamento       |
| Stagione            | Squadra               | Comp            | G          | V          | N          | P          | Comp            | G               | V               | N               | P               | Comp               | G                  | V                  | N                  | P                  | Comp        | G           | V           | N           | P           | G      | V      | N      | P      | %          | Piazzamento       |
| ------------------- | --------------------- | --------------- | ---------- | ---------- | ---------- | ---------- | --------------- | --------------- | --------------- | --------------- | --------------- | ------------------ | ------------------ | ------------------ | ------------------ | ------------------ | ----------- | ----------- | ----------- | ----------- | ----------- | ------ | ------ | ------ | ------ | ---------- | ----------------- |
| 2021-2022           | Atletico Terme Fiuggi | D               | 34         | 15         | 6          | 13         | CI-D            | 1               | 0               | 1               | 0               | -                  | -                  | -                  | -                  | -                  | -           | -           | -           | -           | -           | 35     | 15     | 7      | 13     | 42,86      | 7º                |
| nov. 2022-gen. 2023 | Tivoli                | D               | 6          | 3          | 1          | 2          | CI-D            | 1               | 0               | 0               | 1               | -                  | -                  | -                  | -                  | -                  | -           | -           | -           | -           | -           | 7      | 3      | 1      | 3      | 42,86      | Eson.             |
| 2023-2024           | Monterosi Tuscia      | C               | 12         | 1          | 5          | 6          | CI-C            | 0               | 0               | 0               | 0               | -                  | -                  | -                  | -                  | -                  | -           | -           | -           | -           | -           | 12     | 1      | 5      | 6      | &8,33      | Eson., Sub., Eson |
| Totale carriera     | Totale carriera       | Totale carriera | 52         | 19         | 12         | 21         |                 | 2               | 0               | 1               | 1               |                    | -                  | -                  | -                  | -                  |             | -           | -           | -           | -           | 54     | 19     | 13     | 22     | 35,19      |                   |

## Palmarès

### Club

#### Competizioni regionali
- Eccellenza: 1

Viterbese: 2013-2014